# Chikkajaiganur, Hospet
Chikkajaiganur là một làng thuộc tehsil Hospet, huyện Bellary, bang Karnataka, Ấn Độ.